# شارل هفتم
شارل هفتم (به فرانسوی: Charles VII de France) ملقب به شارل پیروز (به فرانسوی: Charles Le Victorieux) (زادهٔ ۲۲ فوریه ۱۴۰۳ – درگذشتهٔ ۲۲ ژوئیه ۱۴۶۱) پادشاه فرانسه از ۱۴۲۲ تا ۱۴۶۱ بود. او علی‌رغم آنکه پدرش مجبور به امضای عهدنامه‌ای با انگلیسی‌ها شد که شارل هفتم را از رسیدن به تاج و تخت فرانسه محروم می‌ساخت پس از مرگ او خود را پادشاه نامید. او با کمک ژان دارک موفق به شکست حصر اورلئان در ۱۴۲۹ شد و سپس با پیروزی بر انگلیسی‌ها و بیرون راندن آن‌ها توانست سرزمین‌های فرانسه را بازپس‌گرفته و به جنگ صدساله پایان بخشد. شارل هفتم همچنین در این مدت توانست با انجام اصلاحات نظامی و اقتصادی مؤثر بر قدرت حکومت سلطنتی افزوده و بار دیگر رژیم سلطنتی قدرتمندی را در آن کشور به‌وجود آورد.

## زندگی

### سال‌های نخستین
شارل هفتم در ۲۲ فوریه ۱۴۰۳ در پاریس زاده شد. او پسر شارل ششم، پادشاه وقت فرانسه و همسرش ایزابلای باواریا بود. شارل ششم به جنونی دچار بود که هرازگاه عود می‌کرد و از آنجا که ایزابلا نیز در رعایت اصول اخلاقی سست‌قدم بود در نتیجه پادشاه فرانسه پسرش شارل هفتم را حرامزاده می‌پنداشت. در اواخر سال ۱۴۱۳ ماری آنژو، دختر ۹ سالهٔ لوئی دوم، دوک آنژو، شاه ناپل از همسرش یولاند آراگون را به نامزدی شارل هفتم ۱۰ ساله درآورده و او مدتی را در آنژو گذراند.
در ۱۴۱۷ میلادی «لوئی» برادر بزرگتر شارل هفتم درگذشت و او که ۱۴ سال بیشتر نداشت به‌عنوان دوفَن (به فرانسوی: Dauphin) یا وارث تاج و تخت فرانسه شناخته شد. با این حال پیروزی انگلیسی‌ها در نبرد آزینکورت بر فرانسویان در ۱۴۱۵ منجر به امضای عهدنامه تروا در ۱۴۲۰ و اجبار شارل ششم به خلع پسرش شارل هفتم از جانشینی خود به نفع هنری پنجم، پادشاه انگلستان گردید.
|                            |  |
| فیلیپ ششم                  |  |
| فرزندان                    |  |
| ژان دوم                    |  |
| ژان دوم                    |  |
| فرزندان                    |  |
| شارل پنجم                  |  |
| لویی یکم آنژویی            |  |
| ژان                        |  |
| فیلیپ دوم                  |  |
| شارل پنجم                  |  |
| فرزندان                    |  |
| شارل ششم                   |  |
| لویی دووالوا               |  |
| شارل ششم                   |  |
| فرزندان                    |  |
| ایزابلا دووالوا            |  |
| کاترین دووالوا             |  |
| شارل هفتم                  |  |
| شارل هفتم                  |  |
| فرزندان                    |  |
| لویی یازدهم                |  |
| لویی یازدهم                |  |
| فرزندان                    |  |
| شارل هشتم                  |  |
| شارل هشتم                  |  |
| لویی دوازدهم               |  |
| فرزندان                    |  |
| کلود                       |  |
| رنه                        |  |
| فرانسوای یکم               |  |
| فرزندان                    |  |
| فرانسوا (دوفن فرانسه)      |  |
| آنری دوم                   |  |
| مادلین دووالوا             |  |
| شارل دووالوا               |  |
| مارگارت دووالوا (دوشس بری) |  |
| آنری دوم                   |  |
| فرزندان                    |  |
| فرانسوای دوم               |  |
| الیزابت دووالوا            |  |
| کلود دووالوا               |  |
| لویی دووالوا               |  |
| شارل نهم                   |  |
| هانری سوم                  |  |
| مارگریت دووالوا            |  |
| فرانسوا                    |  |
| ژان دووالوا                |  |
| ویکتوریا دووالوا           |  |
| فرانسوای دوم               |  |
| شارل نهم                   |  |
| هانری سوم                  |  |

### رسیدن به قدرت
شارل ششم در ۱۴۲۲ درگذشت و شارل هفتم که از پادشاهی فرانسه محروم شده بود شاه بورژ نامیده شد زیرا بورژ، مرکز بخش کوچکی از فرانسه بود که هنوز سلطنت دودمان والواها را به رسمیت می‌شناخت. کنترل شمال کشور و ناحیه آکیتن نیز بر عهدهٔ جان لانکاستر، دوک بدفورد و نایب‌السلطنهٔ هنری ششم در فرانسه بود. اما شارل اینک دیگر ثروتی نداشت، خطر نیروهای انگلیسی تهدیدش می‌کرد و اشراف وفاداری هم در خدمتش نبودند. در عین‌حال فیلیپ سوم (ملقب به فیلیپ خوب)، دوک قدرتمند بورگوندی و پیروانش نیز در جبههٔ مقابل او قرار داشتند. از سوی دیگر خود شارل نیز در ابتدا با وظیفه‌ای که برعهده‌اش گذاشته شده بود تناسبی نداشت زیرا او نه‌تنها جنگجو نبود، بلکه فردی بود بیمار، از نظر بدنی ضعیف و از نظر شخصیتی غیرجذاب که خاصگان قدرتمند و ظالمی همچون ژرژ دو لا ترموی ادارهٔ دربارش در بورژ را برعهده داشتند. همین موارد سبب شده بود تا شارل در این مدت تنها به‌طور غیرجدی وارد جنگ با انگلیسی‌ها شده و کار مهمی انجام ندهد.

### آشنایی با ژان دارک
نیروهای انگلیسی در فاصلهٔ سال‌های ۱۴۲۲ تا ۱۴۲۸ و اغلب با کمک دوک بورگوندی و از طریق ماین و آنژو در حال پیشروی به سوی بورژ بودند. با این حال نفرت مردم فرانسه از حکومت انگلیسی‌ها هنوز در برخی از مناطق کشور به قوت خود باقی بود و تنها خلأ یک رهبری حس می‌شد. انگلیسی‌ها در ۱۴۲۸ به اورلئان رسیده و آنجا را به محاصرهٔ خود درآوردند که با مقاومت دلیرانهٔ مردم روبرو شدند. شارل که در این زمان ۲۵ سال داشت و ناامید از اینکه نتوانسته بود کاری برای نجات سرزمینش انجام دهد، در فکر رفتن به اسپانیا یا تسلیم شدن به فشارهای انگلیسی‌ها بود. اما مقاومت مردم اورلئان و ظهور دخترک روستایی نوجوانی به نام ژان دارک از اهالی لورن که با سفر در سرتاسر فرانسه درصدد بود تا عزم پادشاه برای جنگیدن در راه کشورش را تقویت نماید باعث برانگیختن شارل هفتم شد. او ژان را در مارس ۱۴۲۹ در شینون به حضور خود پذیرفت و ژان توانست بار دیگر اعتماد به نفس را به ارتش فرانسه بازگرداند.
بسیاری ژاندارک را تجلی مقاومت فرانسویان می‌دیدند و او در نهایت موفق به شکست حصر اورلئان در ۱۴۲۹ شد. شارل هفتم نیز پس از سفری پیروزمندانه با ارتش خود در ۱۷ ژوئیهٔ همان سال در رَنس به‌عنوان پادشاه فرانسه تاجگذاری کرد. اما انگلیسی‌ها در ۱۴۳۰ ژان دارک را اسیر کردند و ناتوانی و عدم تمایل شارل هفتم برای انجام ضدحمله‌ای سبب شد تا ژان در ۱۴۳۱ محاکمه و به‌عنوان مرتد در روآن زنده در آتش سوزانده شود.

### آغاز دوران جدیدی از حکومت و دستاوردهای این زمان
شارل پس از این اتفاق بار دیگر به سکون اولیه خود بازگشت تا آنکه در ۱۴۳۳ مشاوران کاری‌تر و دقیقتری همچون کُنتِ ریشِمون (بعدتر آرتور سوم، دوک بریتانی و کُنتِ دونوآ را جایگزین ژرژ دو لا ترموی نمود. این تغییرات در نتیجهٔ تلاش‌های یولاندِ آراگون، مادر همسر شارل هفتم اتفاق افتاد. در ۱۴۳۴ کلیسا حقانیت شارل هفتم را به رسمیت شناخت و او در ۱۴۳۵ با پیمانِ ارا که او و فیلیپ خوب، دوک بورگوندی و متحد انگلیسی‌ها را با یکدیگر آشتی می‌داد موافقت نمود. شارل در ارا قتل پدر فیلیپ را محکوم کرد و فیلیپ نیز در مقابل او را به‌عنوان پادشاه به رسمیت شناخت. شارل اینک ۳۲ ساله بود و چنین می‌نمود که سرانجام به بلوغ رسیده باشد. او به‌طور مرتب با مشاورانش کار می‌کرد و با تلاش‌های بازرگانی به نام ژاک کِر که تا پیش از از نظر افتادن در ۱۴۵۱ مقام مشاور، بانکدار و ریاست ضرابخانه را در دربار شارل هفتم برعهده داشت تجارت فرانسه تا ناحیهٔ مدیترانه گسترش یافت. ژاک کر همچنین ادارهٔ امور مالی شخصی پادشاه را برعهده داشت و توانست اوضاع مالی شارل هفتم را بهبود بخشد. بدین ترتیب آن دوره از حکومت شارل هفتم که با بی‌تفاوتی، ناسپاسی، فقر و ترس عجین شده بود به پایان رسید و او دوران جدیدی را آغاز نمود. او ارتش فرانسه را دوباره سازماندهی کرد و با وضع مالیات‌های سنگین، به ویژه از طریق بستن مالیات مستقیم بر زمین به بازسازی اوضاع مالی فرانسه پرداخت.
در ۱۴۳۶ شارل موفق به بازپس‌گیری پاریس شد و در ۱۴۴۰ شورش اشراف‌زادگان علیه خود موسوم به پراگری را سرکوب کرد. در برخی از این شورش‌های داخلی، پسر شارل هفتم که بعدتر باعنوان لوئی یازدهم به سلطنت رسید نیز دخیل بود و او در ۱۴۵۶ به دربار فیلیپ خوب در بورگوندی گریخت و تا هنگام مرگ پدرش در همان‌جا ماند. شارل در ۱۴۴۴ آتش‌بسی ۵ ساله را با انگلستان امضا نمود و فرصت یافت تا توجهش را معطوف بازسازی فرانسه نماید. او همچنین در ۱۴۳۸ فرمانی را صادر نمود که به شدت پاپ را در ادارهٔ کلیسای فرانسه محدود می‌ساخت و بدین ترتیب علاوه بر آزادی عمل بیشتر کلیسای فرانسه، دخالت پاپ در امور سیاسی کشور نیز شدیداً محدود می‌گشت.

### پیروزی بر انگلیسی‌ها و پایان جنگ صدساله
آتش‌بش ۵ ساله در ۱۴۴۹ به پایان رسید و فرانسه و انگلستان بار دیگر درگیر جنگ با یکدیگر شدند. اما فرانسویان در ۱۴۵۰ و طی نبرد فومینی موفق به تصرف شربورگ و اخراج انگلیسی‌ها از نورماندی شدند و پیروزی آن‌ها در نبرد کستیون در ۱۴۵۳ به عقب‌نشینی انگلیسی‌ها از گاسکونی که از مهم‌ترین و قدرتمندترین تصرفات آن‌ها در فرانسه بود منجر شد. این آخرین جنگ از جنگ‌های صدساله بین انگلیس و فرانسه بود که در نهایت در ۱۴۵۳ به پایان رسید. شارل هفتم که پس از تصرف نرماندی به مدارک مربوط به محاکمهٔ ژاندارک دست یافته بود در ۱۴۵۶ با ابطال حکم کلیسا در مرتد خواندن ژان رسماً از او اعادهٔ حیثیت نمود.

### سال‌های پایانی و مرگ
شارل هفتم در سال‌های پایانی عمرش به تحکیم و تقویت قدرت سلطنتی پرداخت و فرانسه در پایان دوران حکومت او در مقایسه با بیش از یک سدهٔ گذشته باثبات‌ترین دوران خود را تجربه نمود.
شارل در ۲۲ ژوئیهٔ ۱۴۶۱ درگذشت و پسر شورشی اما باکفایتش با عنوان لوئی یازدهم پس از او بر تخت پادشاهی فرانسه نشست.